# يان سيمبسون (مهندس معماري)
يان سيمبسون (بالإنجليزية: Ian Simpson)‏ هو مهندس معماري بريطاني، ولد في عقد 1950 في Heywood, Greater Manchester ‏ في المملكة المتحدة.